# 더 뱀프스
더 뱀프스(The Vamps)는 영국의 인디 팝 밴드이다